# Illa Southampton
L'illa Southampton (en anglès Southampton Island, Inuktitut: Shugliaq) és una de les illes àrtiques del Canadà. Es troba a l'entrada de la badia de Hudson, a la conca de Foxe, i pertany a la regió de Kivalliq, dins el territori de Nunavut.
La seva superfície és de 41.214 km², cosa que la converteix en la 34a illa més gran del món i la 9a del Canadà. L'únic assentament a l'illa de Southampton és Coral Harbour o Salliq, a la costa sud.
L'illa Southampton és una de les poques zones canadenques i l’única de Nunavut que no utilitza l'horari d’estiu.

## Història
Històricament l'Illa Southampton és coneguda pels seus habitants, avui en dia extints, els Sadlermiut, que van ser el darrer vestigi de la cultura Dorset Tuniit. La cultura Tuniit, fou una cultura pre-inuit, que ètnica i culturalment estava extinta des del 1902-1903, quan una malaltia infecciosa va matar tots els Sadlermiut en qüestió de setmanes.
La primera visita documentada de l'illa per occidentals fou el 1613 quan s'hi acostà l'explorador gal·lès Thomas Button. A principis de segle xx, l'illa va ser repoblada per aivilingmiut procedents dels assentaments de Repulse Bay i de Chesterfield Inlet, influïts pel capità balener George Comer i d'altres. Alguns pobladors de l'illa de Baffin hi van arribar 25 anys després. John Ell, que sent un nen petit va viatjar amb la seva mare Shoofly a bord de la goleta de Comer, finalment es va convertir en el més famós dels habitants de Southampton.
A l'illa destaca el jaciment arqueològic de Native Point, a l'entrada de Native Bay.

## Geologia
L'illa de Southampton té recursos geològics d'interès científic i industrial.

No obstant això, encara falta un coneixement complet de l'illa segons el govern de Nunavut. Segons el govern, 
| « | El nivell actual de geociència bàsica disponible per a la regió de Southampton és inadequat per satisfer les demandes d'exploració actuals. El mapatge a escala regional de la geologia de la roca base de l'illa de Southampton no s'ha actualitzat des de 1969. Només es fan les distincions de roques més generals al mapa geològic existent, i només existeix una comprensió molt rudimentària de la geologia superficial. Actualment no hi ha dades geoquímiques superficials a escala regional (caixa) disponibles públicament que siguin essencials per entendre el potencial d'exploració de metalls i diamants. | » |

## Geografia

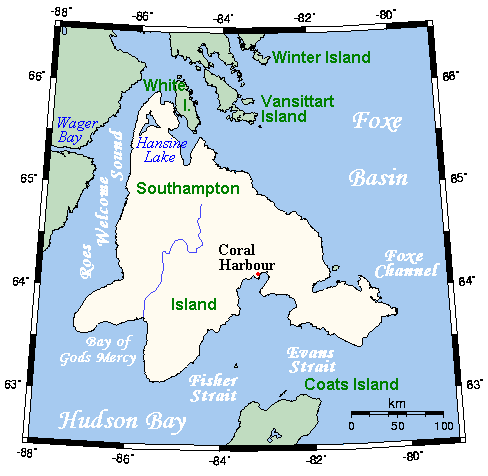
Illa Southampton

L'illa Southampton és la més gran de les illes que es troben a l'entrada de la badia de Hudson. Al sud-est té l'illa de Coats, de la qual està separada per l'estret de Fisher i més a l'est l'illa de Mansel. Del continent, la península de Melville, que es troba a l'oest, la separa el Roes Welcome Sound i l'estret Frozen.
El llac Hansine es troba a l'extrem nord. La península de Bell es troba a la part sud-est de l'illa. El mont Mathiassen, a les muntanyes Porsild, és el cim més alt de l'illa amb 611 msnm. La forma de l’illa és vagament similar a la de Terranova.
Amb una superfície de 41.214 km² és la 34a del món i la 9a del Canadà. La forma de l'illa és gairebé triangular, amb una longitud màxima de 340 km i una amplada de 355 km. La longitud del litoral és de 1.944 km. A la part sud-est de l'illa es troba la península de Bell, rentada per l'estret d'Evans. La seva població és de 712 habitants, localitzats tots a Coral Harbour o Salliq, a la costa sud. Administrativament, l'illa pertany a la regió Kivalliq del Territori Autònom de Nunavut.
A l'illa s'hi troben els santuaris d'aus de la Badia de l'Est i de Harry Gibbons, en els quals es reprodueix l'Anser caerulescens.
Hi ha dos principals relleus a Southampton. La seva part nord i nord-est, composta per roques del Precambrià (gneis) de l'Escut Canadenc, és un turó muntanyós amb altures fins a 400 m (segons l'Enciclopèdia Britànica — fins a 600 m) sobre el nivell del mar. La costa est, banyada per l'estret de Fox, està tallada per penya-segats escarpats. El sud i el sud-oest, per contra, es componen de roques del Paleozoic (en particular, calcàries i representen una plana de fins a 200 m sobre el nivell del mar amb petits canvis d'elevació.
El riu més gran de l'illa, el Boas, neix a la seva part elevada i flueix, serpentejant entre nombrosos llacs. A la desembocadura de les Boes hi ha un gran nombre de petites illes planes; el riu en aquesta part arriba a una milla d'amplada amb una profunditat de 15 a 60 cm, i durant les riuades de primavera es fa notablement més ample i profund. Desemboca a God's Mersey Bay al sud. També hi ha el riu Kirhoffer (amb una conca hidrogràfica al llarg de l'estret de Fox, que flueix per la part elevada de l'illa, plena de ràpids i cascades de fins a 10 m ) i Ranger (que flueix des de l'àrea de turons en forma de graner al llarg d'un canal sinuós a la plana).

### Clima
L'illa de Southampton té un clima subàrtic sever (Köppen Dfc) que passa a un clima de tundra (ET). Com gairebé tot Nunavut, l'illa de Southampton es troba completament per sobre de la línia dels arbres. Coral Harbour mai ha superat la congelació al gener, febrer i març (tot i que aquest últim ha registrat 0.0 °C (32.0 °F) . A causa de la naturalesa congelada de la badia de Hudson, hi ha un sever endarreriment estacional fins al juny, especialment en comparació amb zones més continentals com Fairbanks, malgrat el sol i el crepuscle perpetu a la nit. A causa de la caiguda de la força solar i l'absència d'aigua tèbia fins i tot a l'estiu, les temperatures continuen baixant molt ràpidament a mesura que s'acosta setembre. Els extrems de fred són greus, però en línia amb moltes zones encara més al sud de l'interior del Canadà.
| Paràmetres climàtics mitjans de Coral Harbour Airport Location identifier#WMO station identifiers: 71915; 64° 11′ 36″ N, 83° 21′ 34″ O / 64.19333°N,83.35944°O; elevació: 622 metres (2,041 ft); 1981–2010 normal | Paràmetres climàtics mitjans de Coral Harbour Airport Location identifier#WMO station identifiers: 71915; 64° 11′ 36″ N, 83° 21′ 34″ O / 64.19333°N,83.35944°O; elevació: 622 metres (2,041 ft); 1981–2010 normal | Paràmetres climàtics mitjans de Coral Harbour Airport Location identifier#WMO station identifiers: 71915; 64° 11′ 36″ N, 83° 21′ 34″ O / 64.19333°N,83.35944°O; elevació: 622 metres (2,041 ft); 1981–2010 normal | Paràmetres climàtics mitjans de Coral Harbour Airport Location identifier#WMO station identifiers: 71915; 64° 11′ 36″ N, 83° 21′ 34″ O / 64.19333°N,83.35944°O; elevació: 622 metres (2,041 ft); 1981–2010 normal | Paràmetres climàtics mitjans de Coral Harbour Airport Location identifier#WMO station identifiers: 71915; 64° 11′ 36″ N, 83° 21′ 34″ O / 64.19333°N,83.35944°O; elevació: 622 metres (2,041 ft); 1981–2010 normal | Paràmetres climàtics mitjans de Coral Harbour Airport Location identifier#WMO station identifiers: 71915; 64° 11′ 36″ N, 83° 21′ 34″ O / 64.19333°N,83.35944°O; elevació: 622 metres (2,041 ft); 1981–2010 normal | Paràmetres climàtics mitjans de Coral Harbour Airport Location identifier#WMO station identifiers: 71915; 64° 11′ 36″ N, 83° 21′ 34″ O / 64.19333°N,83.35944°O; elevació: 622 metres (2,041 ft); 1981–2010 normal | Paràmetres climàtics mitjans de Coral Harbour Airport Location identifier#WMO station identifiers: 71915; 64° 11′ 36″ N, 83° 21′ 34″ O / 64.19333°N,83.35944°O; elevació: 622 metres (2,041 ft); 1981–2010 normal | Paràmetres climàtics mitjans de Coral Harbour Airport Location identifier#WMO station identifiers: 71915; 64° 11′ 36″ N, 83° 21′ 34″ O / 64.19333°N,83.35944°O; elevació: 622 metres (2,041 ft); 1981–2010 normal | Paràmetres climàtics mitjans de Coral Harbour Airport Location identifier#WMO station identifiers: 71915; 64° 11′ 36″ N, 83° 21′ 34″ O / 64.19333°N,83.35944°O; elevació: 622 metres (2,041 ft); 1981–2010 normal | Paràmetres climàtics mitjans de Coral Harbour Airport Location identifier#WMO station identifiers: 71915; 64° 11′ 36″ N, 83° 21′ 34″ O / 64.19333°N,83.35944°O; elevació: 622 metres (2,041 ft); 1981–2010 normal | Paràmetres climàtics mitjans de Coral Harbour Airport Location identifier#WMO station identifiers: 71915; 64° 11′ 36″ N, 83° 21′ 34″ O / 64.19333°N,83.35944°O; elevació: 622 metres (2,041 ft); 1981–2010 normal | Paràmetres climàtics mitjans de Coral Harbour Airport Location identifier#WMO station identifiers: 71915; 64° 11′ 36″ N, 83° 21′ 34″ O / 64.19333°N,83.35944°O; elevació: 622 metres (2,041 ft); 1981–2010 normal | Paràmetres climàtics mitjans de Coral Harbour Airport Location identifier#WMO station identifiers: 71915; 64° 11′ 36″ N, 83° 21′ 34″ O / 64.19333°N,83.35944°O; elevació: 622 metres (2,041 ft); 1981–2010 normal |
| Mes | Gen. | Feb. | Mar. | Abr. | Mai. | Jun. | Jul. | Ago. | Set. | Oct. | Nov. | Des. | Anual |
| --- | --- | --- | --- | --- | --- | --- | --- | --- | --- | --- | --- | --- | --- |
| Temperatura diària màxima °C (°F) | −25,5 (−13,9) | −25,5 (−13,9) | −20,4 (−4,7) | −10,9 (12,4) | −2,9 (26,8) | 6,4 (43,5) | 14,7 (58,5) | 11,7 (53,1) | 4,6 (40,3) | −3,0 (26,6) | −11,9 (10,6) | −20,1 (−4,2) | −6,9 (19,6) |
| Temperatura diària mínima °C (°F) | −33,7 (−28,7) | −33,9 (−29) | −29,9 (−21,8) | −21,1 (−6) | −10,5 (13,1) | −0,3 (31,5) | 5,3 (41,5) | 3,6 (38,5) | −1,2 (29,8) | −9,1 (15,6) | −20,3 (−4,5) | −28,6 (−19,5) | −15,0 (5) |
| Precipitació total mm (polzades) | 9,5 (0,4) | 7,0 (0,3) | 11,2 (0,4) | 18,2 (0,7) | 19,0 (0,7) | 27,6 (1,1) | 34,1 (1,3) | 59,4 (2,3) | 45,4 (1,8) | 33,8 (1,3) | 22,9 (0,9) | 14,8 (0,6) | 302,9 (11,9) |
| Font: | | | | | | | | | | | | | |

## Fauna
El santuari d’ocells migratoris d’East Bay i el santuari d’ocells migratoris de Harry Gibbons es troben a l’illa i són importants llocs de cria de l'oca de les neus (Anser caerulescens caerulescens). L'illa és també el lloc on es troben dues Àrees importants per a la conservació de les aus (AES), els aiguamolls del riu Boas, al sud-oest, i la badia d'East/Native al sud-est. Tots dos acullen grans colònies estiuenques de l'oca de les neus, que juntes representen més del 10% de la població mundial. Més petit, però també importants, són les colònies d'oca de collar (Branta bernicla) i nombroses altres espècies d’ocells polars. L'illa Southampton és una de les dues principals zones d'estiueig conegudes per les balenes de Groenlàndia a la badia d'Hudson.